# Mozsdivnyak
Mozsdivnyak (macedónul: Мождивњак) település Észak-Macedóniában, a Északkeleti körzetben, Kriva Palanka községben.

## Népesség
| Lakosok száma | 714  | 739  | 671  | 634  | 677  | 732  | 694  | 770  | 692  |
|               | 1948 | 1953 | 1961 | 1971 | 1981 | 1991 | 1994 | 2002 | 2021 |

- 2002-ben 770 lakosa volt, akik közül 769 macedón és 1 egyéb.